# Бланче, Бартоломе
Бартоломе Гильермо Бланче Эспехо (исп. Bartolomé Guillermo Blanche Espejo; 6 июня 1879, Ла-Серена (Чили) — 10 июня 1970, Сантьяго) — чилийский военный и государственный деятель, временный президент Чили в 1932 году.

## Биография
Родился в Ла-Серена, Кокимбо, где получил среднее образование в городском лицее. Затем в 1895 поступил кадетом в военную академию в Сантьяго, окончив её в звании второго лейтенанта кавалерии получив назначение в эскадрон Escolta.
В звании лейтенанта он служил в военном училище, в подразделении по отрабатыванию кавалерийских навыков. С 1904 до 1905 года для прохождения дальнейшей службы был направлен в Германию, где обучался в кавалерийской школе в Ганновере. Вернувшись в Чили, уже в звании капитана служил в кавалерийском полку № 1 «Granaderos». В 1912 обучался в военной академии, по выпуску из которой получил звание майора и получил назначение в качестве руководителя комиссии по исследованию полуострова Тайтао, а затем получил назначение в кавалерийский полк № 2 «Cazadores».
В звании подполковника командовал кавалерийскими полками № 4 «Coraceros» и № 2 «Cazadores», где как заместитель военного министра он брал на себя командное лидерство.
В 1925 году, будучи полковником, был назначен военным атташе в посольство Чили во Франции, а затем генеральным управляющим делами полиции.
В 1927 году получил звание бригадного генерала и назначен военным министром, занимая эту должность до 1930 года.
В 1932 году стал министром внутренних дел во временном правительстве Карлоса Давилы. После отставки которого с 13 сентября того же года стал временным президентом республики Чили. Последующие события мятежа 27 сентября 1932 года заставили его уйти в отставку менее чем через месяц после вступления в должность — 3 октября 1932 года, передав полномочия председателю Верховного суда Чили Абрааму Ойянеделю.
Умер в Сантьяго в 1970 году в возрасте 91 года.